# Aethopyga shelleyi
Beija-flor-filipino ou nectarínia-de-palauã (Aethopyga shelleyi) é uma espécie de ave da família Nectariniidae.
É endémica das Filipinas.
Os seus habitats naturais são: florestas subtropicais ou tropicais húmidas de baixa altitude e regiões subtropicais ou tropicais húmidas de alta altitude.